# Deportivo Rayo Cantabria
El Deportivo Rayo Cantabria fue un club de fútbol español fundado en Santander (Cantabria) en 1993 y desaparecido en 2018. Fue segundo equipo filial del Racing entre las temporadas 2002-03 y 2006-07.

## Historia

### Años 1990
Al acabar la campaña 1992-93 el Racing se vio obligado por ley a cambiar el nombre de su equipo filial, la SD Rayo Cantabria de 1926, a Racing B. Ante esta eventualidad dirigentes del Rayo Cantabria decidieron fundar una nueva sociedad, la Agrupación Deportiva Cantabria, con el objetivo de que no se perdiera el histórico nombre Rayo Cantabria; para ello el nuevo club comenzó a competir con la denominación deportiva Rayo Cantabria o Deportivo Rayo Cantabria en Primera Regional, desvinculado del Racing. En la temporada 1994-95 rozó el ascenso (finaliza cuarto), pero sería la temporada siguiente (1995-96) cuando el Rayo lograse el campeonato y el ascenso a Regional Preferente, tras tres campañas en Primera Regional. La campaña 1996-97 finalizó sexto en Regional Preferente, y en 1997-98 acabó 11.º. Tampoco en la 1998-99 logró el ascenso, tras acabar en 10.ª posición.

### Años 2000, regreso a Tercera

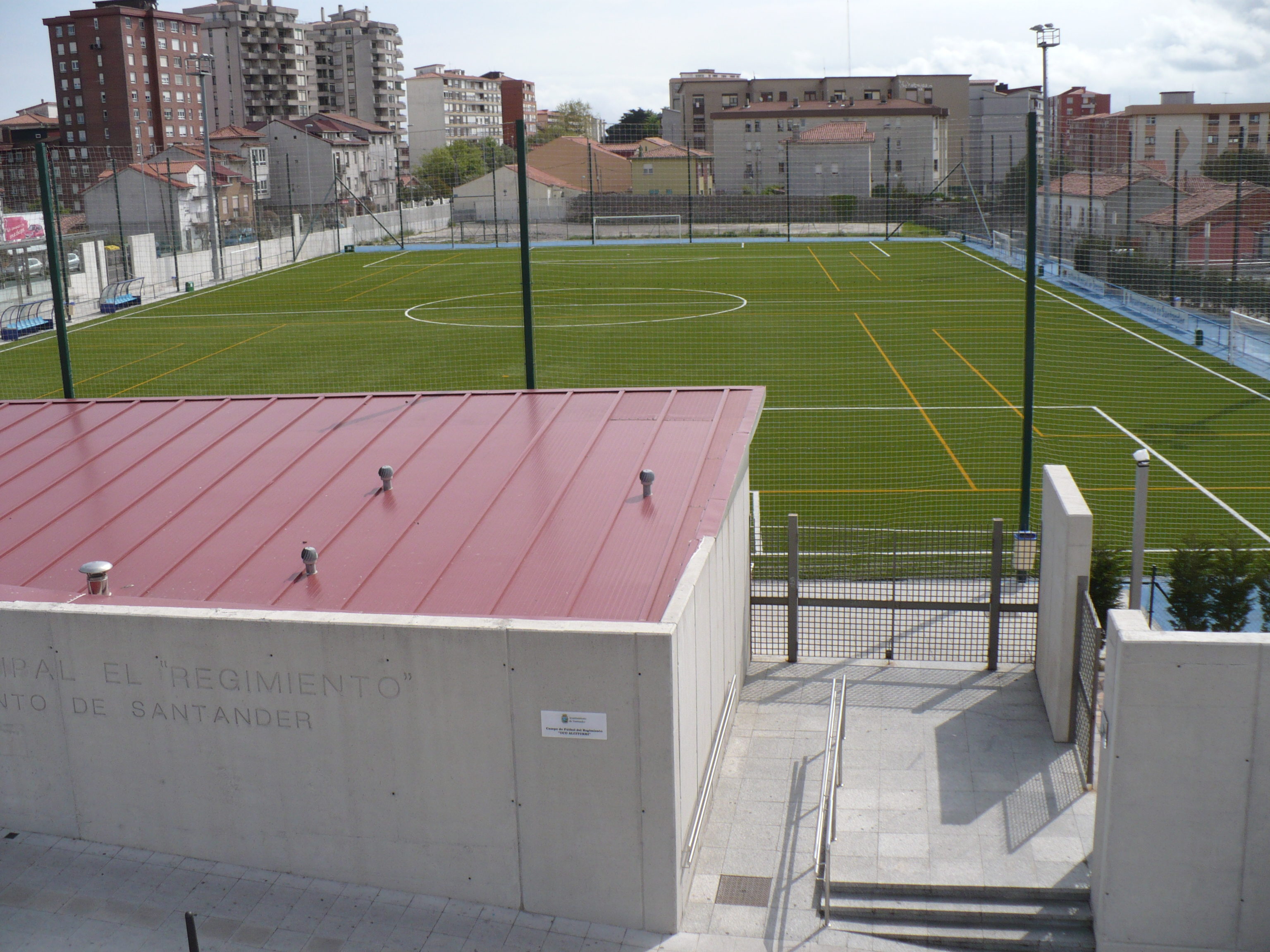
Campos del Regimiento, donde el Rayo Cantabria actuó como local algunas temporadas

La temporada 1999-2000 el Rayo finalizó cuarto en Regional Preferente, logrando el ascenso a Tercera División. En la campaña 2000-01 el equipo finalizó 12.º en la nueva categoría, sin embargo al año siguiente (2001-02) acabó 17.º, siendo el equipo que más goles encajó en casa (37). La temporada 2002-03, de nuevo vinculado al Racing como segundo filial, finalizó noveno. En la 2003-04 acabó sexto, pero se vio arrastrado de nuevo a la Regional Preferente por el descenso del Racing B a Tercera. La campaña 2004-05, una más en Regional Preferente, finalizó cuarto. La 2005-06 acabó sexto, lejos del ascenso a Tercera. Las dos siguientes temporadas (2006-07 y 2007-08) logró el subcampeonato de Regional Preferente, pero solo en la última de las dos, ya desvinculado del Racing, consiguió el ascenso. La campaña 2008-09 terminó en 15.ª posición, logrando la permanencia en la penúltima jornada en su retorno a Tercera.
En la campaña 2008-09 el Rayo Cantabria pasó por una de sus peores etapas económicas, llevando a su presidente a plantear la disolución del club, cuestión que se resuelve gracias a la intervención de un antiguo jugador del Rayo Cantabria (Juan Luis Salas) que como miembro de la junta directiva de la O.I.D. (Organización Impulsora de Discapacitados) propuso la gestión del club al actual presidente de dicha organización y fundador, Dionisio González Otero[cita requerida]. El Rayo Cantabria pasó jugar en el nuevo campo municipal de San Román de la Llanilla, compartiéndolo con el Juventud Atlético San Román y el Independiente. El campo fue inaugurado por exjugadores del Rayo Cantabria y exjugadores del Racing de Santander, entre los que se encontraban Chus Abad, Rafa Sanz, Vicky, Diego Martín-Abad, Roncal, Juan Fernández, Juan Luis Salas, etc.

### Años 2010, lucha por el ascenso a Segunda B
La temporada 2009-10 logró el sexto puesto después de estar luchando durante toda la temporada por entrar en las eliminatorias de ascenso a Segunda B. La siguiente campaña (2010-11) sí logró el objetivo y se metió en las eliminatorias de ascenso a Segunda B tras lograr el subcampeonato de Liga en Tercera; en la eliminatoria de cuartos de final eliminó a la Cultural de Durango, (derrota por 2-1 en Durango, y victoria en Santander por 2-1; tras la prórroga se llegó a los penalties, donde el Rayo Cantabria transformó 4 por 2 de la Cultural de Durango). En semifinales venció 1-0 en Santander al Montañesa, pero en la vuelta en Barcelona pierde por el mismo marcador y cae en la tanda de penalties (3-1). La temporada 2011-12 finalizó octavo, fuera de los puestos de promoción. La campaña 2012-13 logró de nuevo el subcampeonato liguero, clasificándose para las eliminatorias de ascenso a Segunda B; el Utebo elimina a los cántabros al empatar 1-1 en Aragón y vencer 1-2 en San Román.

### Exclusión de competiciones oficiales
Al final de la temporada 2017-18 la federación cántabra anuncia que excluye al Rayo Cantabria de todas las competiciones oficiales, alegando que no ha hecho frente a las deudas contraídas con sus jugadores. El club responde solicitando amparo a la asociación ProLiga, de la cual es miembro.

## Apodo
Los Delfines: ¿por qué Los Delfines? En su historia el histórico Rayo Cantabria fue muchas temporadas el segundo equipo del Real Racing Club de Santander, y esa denominación viene dada por los mosqueteros franceses,[cita requerida] a los que también llamaban los Delfines del Rey.[cita requerida] Esta es la denominación que hizo famoso al Rayo Cantabria en toda España, como escudero, mosquetero o Delfín del Real Racing Club, por la cantidad de jugadores de renombre que le regaló a lo largo de toda su historia.

## Datos del club
- Temporadas en 1ª: 0
- Temporadas en 2ª: 0
- Temporadas en 2ªB: 0
- Temporadas en 3ª: 12

## Palmarés

### Títulos oficiales
- Subcampeón de Tercera División de España (2): 2010-11 y 2012-13.
- Subcampeón de la fase autonómica de Cantabria de la Copa RFEF (2): 2012-13 y 2016-17.
- Subcampeón de Regional Preferente de Cantabria (2): 2006-07 y 2007-08.
- Primera Regional de Cantabria (1): 1995-96.
  - Subcampeón de la fase regional de Copa RFEF (2): 2012 y 2016.

### Títulos amistosos
- Memorial Julio Álvarez Cadenas (1): 2014.

## Uniforme
- Primer uniforme: Camiseta azul, pantalón y medias azules.
- Segundo uniforme: Camiseta naranja, pantalón naranja y medias blancas.

La primera equipación es azul y la segunda naranja.